# Izzy Stradlin and the Ju Ju Hounds
Izzy Stradlin and the Ju Ju Hounds ist das erste Studioalbum von Izzy Stradlin, dem ehemaligen Gitarristen und Gründungsmitglied von Guns n’ Roses. Es wurde, im Gegensatz zu zukünftige Alben des Künstlers, unter dem gleichlautenden Bandnamen Izzy Stradlin and the Ju Ju Hounds veröffentlicht.

## Hintergrund
Laut eigener Aussage begann Izzy im Dezember 1991 nach einer Auszeit nach dem Ausstieg bei Guns N’ Roses mit dem Songwriting. Er traf Jimmy Ashhurst, einen alten Freund, sie stellten eine Band zusammen, begannen mit den Proben, schrieben Songs und gingen ins Studio.
Das Album wurde von Februar bis Juli 1992 in den Total Access Studios, Chicago Recording Company-Studios, Medley Recording Studios und Easy Sound Recording Studios aufgenommen und gemischt. Zunächst fanden die Aufnahmen in Los Angeles statt. Als es dort im April 1992 jedoch zu Aufständen kam, wurden die Aufnahmen in Chicago weitergeführt. Es wurde von Eddie Ashworth und Izzy Stradlin selbst produziert, mit Ausnahme des Titels Take a Look at That Guy, der von Alan Niven und Ashworth produziert wurde.

## Titelliste
1. Somebody Knockin'  – 3:27
2. Pressure Drop – 2:42
3. Time Gone By – 3:47
4. Shuffle It All – 6:19
5. Bucket O'Trouble – 2:10
6. Train Tracks – 4:27
7. How Will It Go – 3:51
8. Cuttin' the Rug – 5:01
9. Take a Look at That Guy – 4:43
10. Come on Now Inside – 3:58
11. Morning Tea (Hidden Track)

Außer Pressure Drop (Frederick Hibbert) und Take a Look at That Guy (Ron Wood) wurden alle Songs von Izzy Stradlin bzw. Izzy Stradlin and the Ju Ju Hounds geschrieben.

## Stil
Achim Karstens schrieb im Rock Hard, das Album sei „mehr Stones, als es die Stones in den letzten 15 Jahren selbst waren“. Markus Baro meinte im Break Out, das Album erwecke den Eindruck eines Soloalbums von Keith Richards, der sich die durch Rick Richards (Ex-The Georgia Satellites) verstärkte Band The Black Crowes ins Studio geholt habe. Neben den „knochigen Stones-lastigen Riffs“ machte er Südstaaten-Melancholie, Reggae-, Punk- und Gospel-Anklänge aus.

## Rezeptionen
Entertainment Weekly bewertete Izzy Stradlin and the Ju Ju Hounds mit einem B und verglich es mit Werken der Rolling Stones. Stephen Thomas Erlewine von Allmusic schrieb es sei nur „die Hälfte der Zeit“ grandios, jedoch sei es „gut genug für ein Debütalbum“ und „gut gemacht“ und vergab 4,5 von fünf Sternen. Enttäuscht zeigte sich Achim Karstens von den Liedern Bucket O'Trouble und Train Tracks, selbst von dem zur ersten Single-Auskopplung erkorenen Pressure Drop, die „völlig uninspiriert und ohne irgendwelche Höhepunkte“ einen schlechten Eindruck hinterließen. Gefallen fand er an den „ruhigeren, melancholischen Nummern wie Time Gone By, Shuffle It All, How Will It Go und Come on Now Inside“, die bei der Bewertung mit acht von zehn möglichen Punkten ein offenbar höheres Gewicht hatten. Markus Baro resümierte, es sei „[e]in einfaches, träges Album, welches nach mehrmaligem Anhören durchaus beträchtliche Reize“ entfalte. Im Branchenmagazin Musikmarkt hieß es: „Das Album Izzy Stradlin And The Ju Ju Hounds erweist sich als gelungener Einstand.“

## Charts
In den Billboards Mainstream Rock Charts war die Single Somebody Knockin'  acht Wochen und erreichte Platz 13, Shuffle It All war 16 Wochen in den Charts und erreichte Platz sechs.

## Besetzung

### Band
- Izzy Stradlin – Gesang, Gitarre, Perkussion, Mundharmonika
- Rick Richards – Gitarre, Perkussion
- Charlie Quintana – Schlagzeug, Perkussion, Backing Vocal
- Jimmy Ashhurst – Bass, Backing Vocals

### Zusätzliche Musiker
- Ian McLagan – Hammond-Orgel (Titel 1, 4, 5, 7, 8 und 9), Klavier (Titel 9)
- Craig Ross – Gitarre (Titel 1 und 5)
- Eddie Ashworth – Mandoline (Titel 3 und 7)
- Stefon Taylor – Backing Vocal (Titel 4)
- Ronnie Wood – (Titel 9)
- Maxine und Julia Waters, Terri Wood – Backing Vocal (Titel 10)
- Nicky Hopkins – Klavier (Titel 10)
- Doni Gray – Schlagzeug, Vocalharmonien (Titel 10)
- Mikey Dread – Backing Vocal
- Jah-T – Gitarre, Keyboard (Titel 2)
- Agarfa Amartey – Schlagzeug, Cowbell, Maracas (Titel 11)